# Юнсон, Молли
Мо́лли Ма́йбритт Эми́лия Ю́нсон (швед. Molly Majbritt Emilia Johnson; 24 января 1931, Хуфорс — 29 ноября 2016, Стокгольм) — шведская писательница.

## Биография и творчество
Молли Юнсон родилась в 1931 году в Хуфорсе. Она была старшей из трёх дочерей в семье рабочих. Окончив школу в 1948 году, она работала и параллельно училась на журналиста. В 1949 году она поехала в Лондон, где вместе с другими волонтёрами помогала восстанавливать разрушенную во время бомбёжек детскую площадку. Впоследствии она состояла в ряде других молодёжных организаций, в том числе в христианском обществе Брудерхоф (Bruderhof) в Бирмингеме, чьи идеи оказали на неё большое влияние, и в Международной ассоциации труда (Internationella arbetslag). Там она познакомилась с Оке Форселиусом, за которого в 1950 году вышла замуж. Разведясь с ним в 1983 году, Юнсон жила в Стокгольме и много путешествовала: в Европу, Северную Америку и Африку.
Писать Молли Юнсон начала рано и уже в подростковом возрасте публиковала сказки и рассказы в журналах и антологиях. В 1955 году была издана её первая книга, «Pansarkryssaren». Он получил положительные отзывы критиков и имел большой успех у читателей. Первый его эпизод, изначально опубликованный как отдельный рассказ, был вдохновлён фильмом Сергея Эйзенштейна «Броненосец Потёмкин»: в романе Юнсон мятежное судно прибывает в Грусвикен, чьё население изнемогает от тяжёлых условий труда на чугунолитейном заводе. Стиль повествования во многом близок к эстетике модернизма: используется приём монтажа, сопоставления различных повествовательных перспектив, внедрение в повествование фрагментов писем, документов и т. д.
В 1956 году Молли Юнсон написала книгу для детей, «Guje med flätorna». Второй её роман, «Morbror Anders», вышел лишь в 1984 году. Он представляет собой историю рабочего, слишком тонко мыслящего и чувствующего, чтобы найти своё место в рабочей среде; он начинает пить и в конце концов оказывается в заведении для душевнобольных, где проводит тридцать лет. В большинстве произведений Молли Юнсон так или иначе присутствует тема труда, в первую очередь физического, и его влияния на человека. Помимо романов, она также является автором большого количества рассказов, статей и рецензий, а также нескольких радио- и театральных пьес.
Молли Юнсон умерла в 2016 году в Стокгольме и была похоронена на Северном кладбище в Сольне.